# Босграф, Эрик
Эрик Босграф (нидерл. Erik Bosgraaf; род. 1980) — нидерландский исполнитель на продольной флейте.

## Биография
Родился в 1980 году.
Окончил Амстердамскую консерваторию (2005) у Вальтера ван Хауве и Пауля Ленхаутса, а также Утрехтский университет по курсу музыковедения со специализацией в области нидерландских песенных сборников XVIII века. В юности, кроме того, играл на гобое и выступал в составе рок-группы. Лауреат нескольких национальных музыкальных конкурсов.
Босграф выступает в составе ансамбля Королевская духовая музыка под руководством своего учителя Ленхаутса и в составе ансамбля Cordevento вместе с гитаристом Изхаром Элиасом и клавесинистом Алессандро Пьяну, участвовал в качестве солиста в концертах Оркестра Концертгебау под управлением Франса Брюггена и др. В 2004 г. он выступил организатором Первого европейского фестиваля продольной флейты, прошедшего в окрестностях Амстердама.
В 2007 г. вышел записанный Босграфом тройной альбом музыки Якоба ван Эйка, приуроченный к 350-летию со дня смерти композитора. Среди записей Босграфа также 12 фантазий Георга Филиппа Телемана и Партита BWV 1013 Иоганна Себастьяна Баха, произведения Пёрселла, Генделя, Вивальди и др.
В 2008 году участвует в фестивале старинной музыки Earlymusic.

## Дискографи
- Le Plaintif, French baroque music (Brilliant Classics, 95694), 2020
- Loevendie and Bosgraaf: Nachklang - Reflex - Dance - Improvisations (Brilliant Classics 95906), 2018
- Телеман: The Trio Sonatas for Recorder, Violin & Basso Continuo (Berlin Classics 0301006BC), 2017
- Ernst Reijseger: Walking Out, soundtrack for the movie by Andrew & Alex Smith (Winter & Winter), 2017
- Телеман: The Double Concertos with Recorder, Cordevento (Brilliant Classics 95249), 2016
- Телеман: Complete Suites and Concertos for Recorder, Cordevento (Brilliant Classics 95248), 2016
- Ernst Reijseger: Salt & Fire, soundtrack for the movie by Werner Herzog (Winter & Winter, 2016)
- Willem Jeths: Recorder Concerto (Challenge Records CC 72693), 2015
- Телеман: The Recorder Sonatas (Brilliant Classics 95247), 2015
- Pierre Boulez, Tamminga/Bosgraaf: Dialogues, Dialogues de l'ombre double (Brilliant Classics 94842), 2015
- Vivaldi: The Four Seasons, Cordevento (Brilliant Classics 94637), 2013, re-release on LP 2015
- Hotel Terminus, met Saxophonist Yuri Honing (Brilliant Classics 9418), 2013
- La Monarcha, 17th centrury music from the Spanish territories, Cordevento (Brilliant Classics, 94252), 2012
- Bach: Concerti, Cordevento (Brilliant Classics 94296), 2011
- Vivaldi: Recorder Concertos, Cordevento (Brilliant Classics 93804), 2009
- Handel: The Recorder Sonatas (Brilliant Classics 93792), 2008
- Телеман: Twelve Fantasias, Bach: Partita (Brilliant Classics 93757), 2008
- Van Eyck: Der Fluyten Lust-hof (3-CD-set, Brilliant Classics 93391), 2007
- Big Eye, movies & music (CD & DVD, Phenom Records PH0713), 2007

Appearance in film music by Ernst Reijseger:
- Werner Herzog: Salt_and_Fire (недоступная ссылка) (premiered in Shanghai, 2016): https://www.imdb.com/title/tt4441150/ Архивная копия от 6 августа 2018 на Wayback Machine
- Alex & Andrew Smith: Walking_Out (недоступная ссылка) (2017): https://www.imdb.com/title/tt5420886/?ref_=fn_al_tt_1 Архивная копия от 27 февраля 2018 на Wayback Machine
- Werner Herzog: Nomad: in the footsteps of Bruce Chatwin (недоступная ссылка) (premiered in New York, 2019): https://www.imdb.com/title/tt10011296/?ref_=nv_sr_1?ref_=nv_sr_1
- Werner Herzog: Family Romance, LLC (недоступная ссылка) (premiered in Cannes, 2019): https://www.imdb.com/title/tt10208194 Архивная копия от 4 июня 2019 на Wayback Machine